# Grundarfjarðarbær
Grundarfjarðarbær és un municipi d'Islàndia, a la regió de Vesturland. Té una extensió de 149,1 km² i una població de 826 habitants l'1 de gener de 2025.
La principal població del municipi és Grundarfjörður.